# Elezioni parlamentari in Lituania del 1940
Le elezioni parlamentari in Lituania del 1940 si tennero il 14 e 15 luglio per l'elezione del Parlamento del popolo; svoltesi contestualmente alle elezioni in Estonia e in Lettonia, furono indette dopo l'occupazione sovietica dei paesi baltici.
Il 15 giugno, in seguito ad un ultimatum dell'Unione Sovietica, il presidente Antanas Smetona aveva lasciato il Paese e il governo era passato nelle mani delle forze sovietiche, per il tramite di un governo fantoccio guidato da Justas Paleckis.

## Storia
Il 1º luglio il governo di Paleckis annunciò le elezioni per un nuovo parlamento, il Seimas del popolo, fissate per il 14 luglio. Il Partito Comunista della Lituania emerse dalla clandestinità con 1.500 membri dopo l'invasione sovietica. Poco dopo, il governo annunciò la formazione dell'Unione dei lavoratori della Lituania, un fronte popolare. Gli elettori vennero presentati con una sola lista di candidati, compresi alcuni non comunisti. Solo un candidato venne presentato per ogni posto nel nuovo parlamento e nessuna altra organizzazione venne autorizzata a partecipare. L'11 e il 12 luglio le autorità sovietiche repressero l'opposizione arrestando le principali figure del precedente governo e deportandone alcune all'interno dell'Unione Sovietica, anche se la Lituania era ancora formalmente uno stato indipendente. Le elezioni furono poi estese fino al 15 luglio. Ogni votante timbrò il suo passaporto dopo aver votato. Secondo i risultati ufficiali, l'affluenza alle urne raggiunse il 95% e la lista dell'Unione ricevette oltre il 99% dei voti. La maggior parte dei documenti elettorali originali sono stati distrutti. I dati restanti mostrano che l'affluenza era davvero elevata, ma che molti voti non erano validi (mancanti, distrutti, lasciati vuoti o contrassegnati con slogan antisovietici). I risultati vennero annunciati anche prima della chiusura dei sondaggi.
Il nuovo parlamento venne convocato il 21 luglio e votò all'unanimità per chiedere di aderire all'URSS. Il paese diventò il quattordicesimo membro dell'Unione Sovietica il 3 agosto.